# Вторая звезда направо
«Second Star to the Right» (англ. Second Star to the Right) — двадцать первый эпизод второго сезона американского телевизионного сериала в жанре фэнтези «Однажды в сказке».

## Сюжет

### В Лондоне
После падения в портал в Волшебном лесу, Бэлфайер попал в викторианский Лондон. После шести месяцев, прожитых на улицах, он крадет хлеб из дома, и его ловит молодая девушка по имени Венди Дарлинг. Она жалеет его и прячет в доме в течение нескольких недель. Родители Венди увидели их. Бэй собрался уходить, но миссис Дарлинг приглашает его остаться с семьей после того как понимает, что он является сиротой.
Однажды ночью Венди рассказывает Бэю, что магическая тень появляется ночью перед тем, как Бэй пришел в дом, и тень приглашала её в фантастическую страну под названием Неверлэнд, где дети могут делать, что хотят. Бэй предупреждает Венди и её братьев о магии, говоря, что он из волшебной страны, где магия разрушила его семью. Венди игнорирует предупреждение Бэя и улетает с тенью ночью. Венди возвращается утром и говорит ему, что хотя это чудесное место, но там дети плачут по своим родителям ночью, и тень не позволяет им уйти. Она вернулась, потому что тени нужен мальчик и вернется в следующую ночь за одним из её братьев. Они пытались защищаться от тени, но тень оказывается слишком мощной и собирается забрать младшего брата Венди, Майкла, когда Бэй предлагает себя вместо Майкла. Уверенный, что спасает семью Дарлинг от магии, он благодарит Венди за её доброту и улетает, поскольку они приближаются к Неверлэнду, Бэй отвлекает тень, заставляя бросить его в воду. Его спасает из воды Киллиан "Капитан Крюк" Джонс (Колин О'Донохью).

### В Сторибруке
В 6 утра после пробуждения от сна о Венди, Нил (Майкл Реймонд-Джеймс) узнает, что Тамара (Соникуа Мартин-Грин) готовится к пробежке в рамках учебной практики для марафона, но прежде чем он опять засыпает, Нил слышит голос своего отца. Мистер Голд собирается заставить доктора Вэйла поцеловать его ботинок, и видя, Нил понимает, что Голд не изменился, просит его оставаться в стороне от него и Генри. Около восьми минут спустя Эмма (Дженнифер Моррисон), Дэвид (Джошуа Даллас), Мэри Маргарет (Джиннифер Гудвин) и Генри появляются в мэрии, где они видят бобовое дерево, на котором их не было, и Эмма заметив, что система взломана, начинает подозревать Тамару, которую Мэри Маргарет отвергает, так как Эмма ревнует её, но Эмма готова доказать, что нет, поэтому она посещает Нила и спрашивает о местонахождении Тамары. Нил говорит Эмме, что она пошла на пробежку в лес, но на полу песок. В то время, как они проверяют пляж, Нил говорит Эмме, что сожалеет, что бросил её 10 лет назад. Их прерывает Тамара, которая признается, что изменила маршрут, тем самым убедив Эмму и Нила. Тамара идет к Грегу/ Оуэну (Итан Эмбри), который взял Реджину (Лана Паррия) в заложники на консервном заводе, где Реджина пытается соблазнить Крюка от уничтожения, но безрезультатно, так как он всё еще хочет убить Румпельштильцхена, позволяя посторонним делать грязную работу над Реджиной. Выясняется также, что Грег и Тамара работают на "Министерство внутренних дел", и они говорят Реджине, что основная цель этой группы в том, чтобы разрушить магию, потому что это зло, и теперь, когда у них есть волшебные бобы и предохранитель. Это дает Грегу возможность использовать шоковую терапию над Реджиной, чтобы узнать правду о местонахождении своего отца. Несмотря на то, что Реджина говорит ему, что она не знает, где он находится, Грег хотел услышать, и с каждым ответом он давал электрический разряд Реджине.
Тем временем, Дэвид и Мэри Маргарет обращаются к человеку, который мог бы помочь им, Мистеру Голду. Когда оба рассказали Голду, что им нужно что-то, что поможет найти Реджину, Голд просит Лейси, чтобы она пошла в другую комнату, а затем открывает свой кабинет, чтобы взять оттуда бутылку, содержащую слезу Реджины, которая при смешивании с другой слезой позволяет человеку увидеть и чувствовать все, что происходит с другим. После ухода Дэвида и Мэри Маргарет, Голд обнаруживает, что Лейси все слышала и, он рассказывает ей, что умеет колдовать. Мэри Маргарет вызвалась добровольцем, чтобы узнать где Реджина, после того, что сделала с Корой. Как только Дэвид капает слезу в глаз Мэри Маргарет, она начинает чувствовать боль Реджины и запах сардин. После этого Эмма и Нил идут на консервный завод Сторибрука. Когда они, Мэри Маргарет и Дэвид приходят на завод, Тамара замечает, что они их нашли и предупреждает Грега. Он отказывается сдаваться и после того как он увеличивает электричество, Реджина говорит Грегу, что она убила его отца и похоронила в лесу. Затем он убегает, как только Дэвид пытается стрелять в него, но Мэри Маргарет говорит Дэвиду, что они должны помочь Реджине, а то она умрет. Как только Дэвид говорит Эмме по телефону, что Грег стоял за похищением Реджины, Нил и Эмма считают, что они были неправы о Тамаре,как только Тамара ударяет Эмму сзади. Нил узнает правду о намерениях Тамары уничтожить магию и то, что она использовала его всё это время, и она стреляет в Нила. Эмма приходит в себя, нападая на Тамару, которая прибегает к помощи магического боба, чтобы Нил и Эмма исчезли. Эмма держится за трубу, она начинает падать, однако Нил ловит её. Нил падает в отверстие. Перед тем, как упасть Нил говорит Эмме: "Я люблю тебя."
Как только Эмма пришла и рассказала, что случилось, Дэвид утешил Эмму по поводу потери Нила, а Реджина была спасена Голубой Феей, узнает, что Мэри Маргарет спасла её. Она говорит им, что Тамара и Грег имеют алмаз, который она намеревалась использовать, чтобы уничтожить Сторибрук. Она продолжает объяснять, что сейчас надо забрать устройство, потому что больше она не имеет никакого контроля над ним. Тамара говорит Грегу на месте захоронения его отца, что Министерство внутренних дел дало им приказ о применении алмаза, чтобы уничтожить город.

### Открывающая сцена
В открывающей сцене появляется Биг-Бен.